# Didier Marie
Didier Marie, né le 19 mai 1960 au Petit-Quevilly dans la Seine-Maritime, est un homme politique français, membre du Parti socialiste, député de 2000 à 2002, et sénateur depuis 2014.

## Biographie
Instituteur de profession, il est tout d'abord militant trotskiste dans les rangs de la LCR ainsi que dans le club des sympathisants trotskistes de Haute-Normandie. Il adhère au Parti socialiste en 1986.
Élu conseiller municipal d'Elbeuf en 1989, il en est maire de 1997 à 2004. Il est vice-président en 1993, puis président de l'Agglo d'Elbeuf de 2004 à 2009.
Lors des élections législatives de 1997, Didier Marie est suppléant de Laurent Fabius et, quand ce dernier rentre au ministère de l'Économie et des Finances en 2000, il lui succède à l'Assemblée nationale, avant de reprendre sa place de suppléant en 2002.
Il est conseiller général du canton de Caudebec-lès-Elbeuf de 2004 à 2008, à la suite de la démission de Claude Vochelet, puis du canton d'Elbeuf depuis 2008. Le 1er avril 2004, il est président du conseil général de la Seine-Maritime après le basculement de la majorité en faveur de la gauche.
En 2010, après la fusion de l'Agglo d'Elbeuf au sein de la CREA, Didier Marie devient vice-président de la nouvelle intercommunalité.
Il est administrateur de la Société des autoroutes Paris-Normandie et président de l'Office public de l'habitat du département de Seine-Maritime jusqu'en mars 2015.
Le 1er janvier 2014, il devient sénateur de la Seine-Maritime en remplacement de Marc Massion qui a démissionné de son mandat. 
Le 8 janvier 2014, à l'occasion de la cérémonie annuelle des vœux, il annonce sa démission de la présidence du conseil général de la Seine-Maritime en anticipation sur la loi du non-cumul des mandats nationaux et locaux.
Neuf mois après avoir remplacé Marc Massion, Didier Marie se présente comme tête de liste aux élections sénatoriales de septembre 2014, lors desquelles il est élu,. 
Dans une enquête parue le 3 juin 2015, Mediapart revient sur le parcours de Didier Marie qui est parvenu pendant des années à toucher 12 000 euros de revenu mensuel en cumulant postes et mandats.
Après l'amorce par le gouvernement de la privatisation des aéroports de Paris, Didier Marie lance en avril 2019, avec 184 de ses collègues parlementaires, une procédure de référendum d'initiative partagée contre le projet, profitant d'une possibilité induite par la réforme constitutionnelle de 2008. Le 9 mai, le conseil constitutionnel valide « la proposition de loi visant à affirmer le caractère de service public national de l'exploitation des aérodromes de Paris », permettant ainsi de lancer une proposition de référendum d'initiative partagée sur les aéroports de Paris par recueil du soutien d'au moins 4 717 396 électeurs. Le 12 mars 2020, la collecte de signatures arrive à son terme ; elle est un échec avec environ un million de soutiens recueillis sur les 4,7 millions nécessaires pour que le référendum soit proposé. Malgré cela, la privatisation est laissée de côté, en raison de la crise économique engendrée par la pandémie de Covid-19 et la chute des cours du pétrole, qui n'offre pas un contexte favorable à la cession de ADP à un prix intéressant,.
À la suite de l'incendie de l'usine Lubrizol, le 26 septembre 2019, Didier Marie interpelle le gouvernement à travers une question orale au Premier ministre Edouard Philippe, pour signaler la gestion déplorable de cet événement et lui demander des réponses sur les conséquences du sinistre. Il salue la création d'une Commission d'enquête parlementaire au Sénat, et réclame la nomination d'un comité d'expert indépendant pour mener analyser les retombées du panache de fumée,. 
En mars 2020, il est élu conseiller municipal à Elbeuf sur la liste de Djoudé Mérabet et démissionne donc de son mandat de conseiller départemental. Jean-Pierre Jaouen, son suppléant, également maire de La Londe, le remplace au Département.  
Il fait partie, en avril 2020, du groupe de 116 parlementaires demandant au Premier ministre Edouard Philippe de suivre l'exemple du Portugal en régularisant provisoirement les sans-papiers pour leur permettre d'accéder aux soins, dans le contexte de l'épidémie de Covid-19.  
Didier Marie est l'un des auteurs de la proposition de résolution pour une nouvelle ère de la décentralisation, présentée et adoptée au Sénat le 25 juin 2020. Fondée sur une réflexion collective, des auditions, une enquête auprès d'un échantillon représentatif de maires français ainsi que des rencontres territoriales avec des élus locaux dans plusieurs départements, cette proposition vise à approfondir la décentralisation du pays et à faire des collectivités des acteurs à part entière, dans une perspective plus horizontale et coopérative.   
Candidat aux élections sénatoriales de septembre 2020, il est réélu. 

## Résultats électoraux

### Élections cantonales puis départementales
| Année | Parti | Parti | Canton              | 1er tour | 1er tour | 1er tour | 2d tour | 2d tour | 2d tour |
| Année | Parti | Parti | Canton              | Voix     | %        | Rang     | Voix    | %       | Issue   |
| ----- | ----- | ----- | ------------------- | -------- | -------- | -------- | ------- | ------- | ------- |
| 2004  |       | PS    | Caudebec-les-Elbeuf | 6 049    | 47,67    | 1er      | 7 900   | 75,74   | Élu     |
| 2008  |       | PS    | Elbeuf              | 3 396    | 77,20    | 1er      |         |         |         |
| 2015  |       | PS    | Elbeuf              | 3 260    | 37,34    | 1er      | 5 187   | 62,84   | Élu     |
| 2021  |       | PS    | Elbeuf              | 2 841    | 50,35    | 1er      | 3 882   | 72,81   | Élu     |

### Élections sénatoriales
Les résultats ci-dessous concernent uniquement les élections où il est tête de liste.
| Année | Partis | Partis | Département    | Voix | %     | Rang | Sièges |
| ----- | ------ | ------ | -------------- | ---- | ----- | ---- | ------ |
| 2014  |        | PS     | Seine-Maritime | 803  | 26,23 | 2e   | 2 / 6  |
| 2020  |        | PS     | Seine-Maritime | 707  | 23,24 | 2e   | 1 / 6  |

### Élections municipales
Les résultats ci-dessous concernent uniquement les élections où il est tête de liste.
| Année | Parti | Parti | Commune | 1er tour | 1er tour | 1er tour | 2d tour | 2d tour | 2d tour | Sièges obtenus |
| Année | Parti | Parti | Commune | Voix     | %        | Rang     | Voix    | %       | Rang    | Sièges obtenus |
| ----- | ----- | ----- | ------- | -------- | -------- | -------- | ------- | ------- | ------- | -------------- |
| 2001  |       | PS    | Elbeuf  |          |          | Élu      |         |         |         | /              |